# Elezioni politiche in Italia del 2018 per collegio plurinominale (Senato della Repubblica)
Le elezioni politiche in Italia del 2018 nei collegi plurinominali del Senato della Repubblica hanno visto i seguenti risultati.

## Risultati

### Circoscrizione Piemonte

#### Collegio plurinominale Piemonte - 01
| Liste                               | Proporzionale | Proporzionale | Proporzionale | Maggioritario | Maggioritario | Maggioritario |
| Liste                               | Voti          | %             | Seggi         | Voti          | %             | Seggi         |
| ----------------------------------- | ------------- | ------------- | ------------- | ------------- | ------------- | ------------- |
| Lega per Salvini Premier            | 225 463       | 19,05         | 1             | 423 102       | 35,74         | 3             |
| Forza Italia                        | 151 047       | 12,76         | 1             | 423 102       | 35,74         | 3             |
| Fratelli d'Italia                   | 40 003        | 3,38          | –             | 423 102       | 35,74         | 3             |
| Noi con l'Italia - UDC              | 6 589         | 0,56          | –             | 423 102       | 35,74         | 3             |
| Movimento 5 Stelle                  | 335 075       | 28,31         | 2             | 335 075       | 28,31         | –             |
| Partito Democratico                 | 268 303       | 22,67         | 2             | 329 731       | 27,86         | 1             |
| +Europa                             | 51 897        | 4,38          | –             | 329 731       | 27,86         | 1             |
| Italia Europa Insieme               | 4 842         | 0,41          | –             | 329 731       | 27,86         | 1             |
| Civica Popolare                     | 4 689         | 0,40          | –             | 329 731       | 27,86         | 1             |
| Liberi e Uguali                     | 52 821        | 4,46          | –             | 52 821        | 4,46          | –             |
| Potere al Popolo!                   | 14 238        | 1,20          | –             | 14 238        | 1,20          | –             |
| CasaPound                           | 10 558        | 0,89          | –             | 10 558        | 0,89          | –             |
| Il Popolo della Famiglia            | 7 770         | 0,66          | –             | 7 770         | 0,66          | –             |
| Italia agli Italiani (FN - MSFT)    | 3 860         | 0,33          | –             | 3 860         | 0,33          | –             |
| Partito Valore Umano                | 3 600         | 0,30          | –             | 3 600         | 0,30          | –             |
| Grande Nord                         | 2 007         | 0,17          | –             | 2 007         | 0,17          | –             |
| Partito Repubblicano Italiano - ALA | 912           | 0,08          | –             | 912           | 0,08          | –             |
| Totale                              | 1 183 674     | 100           | 6             | 1 183 674     | 100           | 4             |

#### Collegio plurinominale Piemonte - 02
| Liste                               | Proporzionale | Proporzionale | Proporzionale | Maggioritario | Maggioritario | Maggioritario |
| Liste                               | Voti          | %             | Seggi         | Voti          | %             | Seggi         |
| ----------------------------------- | ------------- | ------------- | ------------- | ------------- | ------------- | ------------- |
| Lega per Salvini Premier            | 288 213       | 26,48         | 2             | 507 816       | 46,66         | 4             |
| Forza Italia                        | 166 641       | 15,31         | 1             | 507 816       | 46,66         | 4             |
| Fratelli d'Italia                   | 44 613        | 4,10          | 1             | 507 816       | 46,66         | 4             |
| Noi con l'Italia - UDC              | 8 349         | 0,77          | –             | 507 816       | 46,66         | 4             |
| Movimento 5 Stelle                  | 261 363       | 24,01         | 2             | 261 363       | 24,01         | –             |
| Partito Democratico                 | 206 523       | 18,98         | 2             | 247 315       | 22,72         | –             |
| +Europa                             | 32 776        | 3,01          | –             | 247 315       | 22,72         | –             |
| Civica Popolare                     | 4 524         | 0,42          | –             | 247 315       | 22,72         | –             |
| Italia Europa Insieme               | 3 492         | 0,32          | –             | 247 315       | 22,72         | –             |
| Liberi e Uguali                     | 31 137        | 2,86          | –             | 31 137        | 2,86          | –             |
| CasaPound                           | 10 524        | 0,97          | –             | 10 524        | 0,97          | –             |
| Potere al Popolo!                   | 9 009         | 0,83          | –             | 9 009         | 0,83          | –             |
| Il Popolo della Famiglia            | 7 042         | 0,65          | –             | 7 042         | 0,65          | –             |
| Italia agli Italiani (FN - MSFT)    | 6 741         | 0,62          | –             | 6 741         | 0,62          | –             |
| Partito Valore Umano                | 3 659         | 0,34          | –             | 3 659         | 0,34          | –             |
| Grande Nord                         | 2 874         | 0,26          | –             | 2 874         | 0,26          | –             |
| Partito Repubblicano Italiano - ALA | 860           | 0,08          | –             | 860           | 0,08          | –             |
| Totale                              | 1 088 340     | 100           | 8             | 1 088 340     | 100           | 4             |

### Circoscrizione Lombardia

#### Collegio plurinominale Lombardia - 01
| Liste                                       | Proporzionale | Proporzionale | Proporzionale | Maggioritario | Maggioritario | Maggioritario |
| Liste                                       | Voti          | %             | Seggi         | Voti          | %             | Seggi         |
| ------------------------------------------- | ------------- | ------------- | ------------- | ------------- | ------------- | ------------- |
| Lega per Salvini Premier                    | 242 747       | 28,48         | 2             | 404 178       | 47,42         | 3             |
| Forza Italia                                | 120 025       | 14,08         | 1             | 404 178       | 47,42         | 3             |
| Fratelli d'Italia                           | 34 958        | 4,10          | –             | 404 178       | 47,42         | 3             |
| Noi con l'Italia - UDC                      | 6 448         | 0,76          | –             | 404 178       | 47,42         | 3             |
| Partito Democratico                         | 173 883       | 20,40         | 1             | 199 882       | 23,45         | –             |
| +Europa                                     | 18 778        | 2,20          | –             | 199 882       | 23,45         | –             |
| Italia Europa Insieme                       | 3 802         | 0,45          | –             | 199 882       | 23,45         | –             |
| Civica Popolare                             | 3 419         | 0,40          | –             | 199 882       | 23,45         | –             |
| Movimento 5 Stelle                          | 191 901       | 22,51         | 1             | 191 901       | 22,51         | –             |
| Liberi e Uguali                             | 23 081        | 2,71          | –             | 23 081        | 2,71          | –             |
| CasaPound                                   | 10 542        | 1,24          | –             | 10 542        | 1,24          | –             |
| Italia agli Italiani (FN - MSFT)            | 7 561         | 0,89          | –             | 7 561         | 0,89          | –             |
| Potere al Popolo!                           | 6 279         | 0,74          | –             | 6 279         | 0,74          | –             |
| Il Popolo della Famiglia                    | 5 621         | 0,66          | –             | 5 621         | 0,66          | –             |
| Per una Sinistra Rivoluzionaria (PCL - SCR) | 2 280         | 0,27          | –             | 2 280         | 0,27          | –             |
| Partito Repubblicano Italiano - ALA         | 1 016         | 0,12          | –             | 1 016         | 0,12          | –             |
| Totale                                      | 852 341       | 100           | 5             | 852 341       | 100           | 3             |

#### Collegio plurinominale Lombardia - 02
| Liste                               | Proporzionale | Proporzionale | Proporzionale | Maggioritario | Maggioritario | Maggioritario |
| Liste                               | Voti          | %             | Seggi         | Voti          | %             | Seggi         |
| ----------------------------------- | ------------- | ------------- | ------------- | ------------- | ------------- | ------------- |
| Lega per Salvini Premier            | 403 447       | 34,53         | 3             | 619 412       | 53,02         | 4             |
| Forza Italia                        | 154 373       | 13,21         | 1             | 619 412       | 53,02         | 4             |
| Fratelli d'Italia                   | 51 840        | 4,44          | 1             | 619 412       | 53,02         | 4             |
| Noi con l'Italia - UDC              | 9 752         | 0,83          | –             | 619 412       | 53,02         | 4             |
| Partito Democratico                 | 234 175       | 20,05         | 2             | 269 527       | 23,07         | –             |
| +Europa                             | 26 239        | 2,25          | –             | 269 527       | 23,07         | –             |
| Italia Europa Insieme               | 4 680         | 0,40          | –             | 269 527       | 23,07         | –             |
| Civica Popolare                     | 4 433         | 0,38          | –             | 269 527       | 23,07         | –             |
| Movimento 5 Stelle                  | 211 341       | 18,09         | 1             | 211 341       | 18,09         | –             |
| Liberi e Uguali                     | 27 608        | 2,36          | –             | 27 608        | 2,36          | –             |
| CasaPound                           | 11 395        | 0,98          | –             | 11 395        | 0,98          | –             |
| Il Popolo della Famiglia            | 9 859         | 0,84          | –             | 9 859         | 0,84          | –             |
| Potere al Popolo!                   | 9 678         | 0,83          | –             | 9 678         | 0,83          | –             |
| Italia agli Italiani (FN - MSFT)    | 8 266         | 0,71          | –             | 8 266         | 0,71          | –             |
| Partito Repubblicano Italiano - ALA | 1 146         | 0,10          | –             | 1 146         | 0,10          | –             |
| Totale                              | 1 168 232     | 100           | 8             | 1 168 232     | 100           | 4             |

#### Collegio plurinominale Lombardia - 03
| Liste                                       | Proporzionale | Proporzionale | Proporzionale | Maggioritario | Maggioritario | Maggioritario |
| Liste                                       | Voti          | %             | Seggi         | Voti          | %             | Seggi         |
| ------------------------------------------- | ------------- | ------------- | ------------- | ------------- | ------------- | ------------- |
| Lega per Salvini Premier                    | 349 348       | 30,92         | 2             | 577 718       | 51,13         | 4             |
| Forza Italia                                | 167 967       | 14,87         | 1             | 577 718       | 51,13         | 4             |
| Fratelli d'Italia                           | 48 686        | 4,31          | –             | 577 718       | 51,13         | 4             |
| Noi con l'Italia - UDC                      | 11 717        | 1,04          | –             | 577 718       | 51,13         | 4             |
| Partito Democratico                         | 214 295       | 18,97         | 1             | 252 349       | 22,33         | –             |
| +Europa                                     | 28 595        | 2,53          | –             | 252 349       | 22,33         | –             |
| Italia Europa Insieme                       | 5 249         | 0,46          | –             | 252 349       | 22,33         | –             |
| Civica Popolare                             | 4 210         | 0,37          | –             | 252 349       | 22,33         | –             |
| Movimento 5 Stelle                          | 238 320       | 21,09         | 1             | 238 320       | 21,09         | –             |
| Liberi e Uguali                             | 25 066        | 2,22          | –             | 25 066        | 2,22          | –             |
| CasaPound                                   | 10 862        | 0,96          | –             | 10 862        | 0,96          | –             |
| Il Popolo della Famiglia                    | 8 988         | 0,80          | –             | 8 988         | 0,80          | –             |
| Italia agli Italiani (FN - MSFT)            | 7 947         | 0,70          | –             | 7 947         | 0,70          | –             |
| Potere al Popolo!                           | 6 201         | 0,55          | –             | 6 201         | 0,55          | –             |
| Per una Sinistra Rivoluzionaria (PCL - SCR) | 2 468         | 0,22          | –             | 2 468         | 0,22          | –             |
| Totale                                      | 1 129 919     | 100           | 5             | 1 129 919     | 100           | 4             |

#### Collegio plurinominale Lombardia - 04
| Liste                                       | Proporzionale | Proporzionale | Proporzionale | Maggioritario | Maggioritario | Maggioritario |
| Liste                                       | Voti          | %             | Seggi         | Voti          | %             | Seggi         |
| ------------------------------------------- | ------------- | ------------- | ------------- | ------------- | ------------- | ------------- |
| Lega per Salvini Premier                    | 230 640       | 20,98         | –             | 445 507       | 40,53         | 3             |
| Forza Italia                                | 158 991       | 14,46         | 1             | 445 507       | 40,53         | 3             |
| Fratelli d'Italia                           | 43 968        | 4,00          | –             | 445 507       | 40,53         | 3             |
| Noi con l'Italia - UDC                      | 11 908        | 1,08          | –             | 445 507       | 40,53         | 3             |
| Partito Democratico                         | 268 668       | 24,44         | 2             | 341 678       | 31,08         | 1             |
| +Europa                                     | 61 399        | 5,59          | –             | 341 678       | 31,08         | 1             |
| Italia Europa Insieme                       | 7 024         | 0,64          | –             | 341 678       | 31,08         | 1             |
| Civica Popolare                             | 4 587         | 0,42          | –             | 341 678       | 31,08         | 1             |
| Movimento 5 Stelle                          | 234 947       | 21,37         | 2             | 234 947       | 21,37         | –             |
| Liberi e Uguali                             | 41 358        | 3,76          | 1             | 41 358        | 3,76          | –             |
| Potere al Popolo!                           | 12 502        | 1,14          | –             | 12 502        | 1,14          | –             |
| CasaPound                                   | 8 620         | 0,78          | –             | 8 620         | 0,78          | –             |
| Italia agli Italiani (FN - MSFT)            | 6 118         | 0,56          | –             | 6 118         | 0,56          | –             |
| Il Popolo della Famiglia                    | 4 935         | 0,45          | –             | 4 935         | 0,45          | –             |
| Per una Sinistra Rivoluzionaria (PCL - SCR) | 2 391         | 0,22          | –             | 2 391         | 0,22          | –             |
| Partito Repubblicano Italiano - ALA         | 1 195         | 0,11          | –             | 1 195         | 0,11          | –             |
| Totale                                      | 1 099 251     | 100           | 6             | 1 099 251     | 100           | 4             |

#### Collegio plurinominale Lombardia - 05
| Liste                                       | Proporzionale | Proporzionale | Proporzionale | Maggioritario | Maggioritario | Maggioritario |
| Liste                                       | Voti          | %             | Seggi         | Voti          | %             | Seggi         |
| ------------------------------------------- | ------------- | ------------- | ------------- | ------------- | ------------- | ------------- |
| Lega per Salvini Premier                    | 228 995       | 24,39         | 2             | 403 591       | 42,99         | 3             |
| Forza Italia                                | 128 697       | 13,71         | 1             | 403 591       | 42,99         | 3             |
| Fratelli d'Italia                           | 35 639        | 3,80          | –             | 403 591       | 42,99         | 3             |
| Noi con l'Italia - UDC                      | 10 260        | 1,09          | –             | 403 591       | 42,99         | 3             |
| Partito Democratico                         | 211 172       | 22,49         | 2             | 247 279       | 26,34         | –             |
| +Europa                                     | 27 391        | 2,92          | –             | 247 279       | 26,34         | –             |
| Italia Europa Insieme                       | 4 826         | 0,51          | –             | 247 279       | 26,34         | –             |
| Civica Popolare                             | 3 890         | 0,41          | –             | 247 279       | 26,34         | –             |
| Movimento 5 Stelle                          | 231 530       | 24,66         | 2             | 231 530       | 24,66         | –             |
| Liberi e Uguali                             | 29 224        | 3,11          | –             | 29 224        | 3,11          | –             |
| Potere al Popolo!                           | 7 714         | 0,82          | –             | 7 714         | 0,82          | –             |
| CasaPound                                   | 7 512         | 0,80          | –             | 7 512         | 0,80          | –             |
| Il Popolo della Famiglia                    | 4 948         | 0,53          | –             | 4 948         | 0,53          | –             |
| Italia agli Italiani (FN - MSFT)            | 4 010         | 0,43          | –             | 4 010         | 0,43          | –             |
| Per una Sinistra Rivoluzionaria (PCL - SCR) | 2 092         | 0,22          | –             | 2 092         | 0,22          | –             |
| Partito Repubblicano Italiano - ALA         | 877           | 0,09          | –             | 877           | 0,09          | –             |
| Totale                                      | 938 777       | 100           | 7             | 938 777       | 100           | 3             |

### Circoscrizione Trentino-Alto Adige

#### Collegio plurinominale Trentino-Alto Adige - 01
| Liste                    | Proporzionale | Proporzionale | Proporzionale | Maggioritario | Maggioritario | Maggioritario |
| Liste                    | Voti          | %             | Seggi         | Voti          | %             | Seggi         |
| ------------------------ | ------------- | ------------- | ------------- | ------------- | ------------- | ------------- |
| SVP - PATT               | 128 282       | 25,09         | 1             | 226 766       | 44,35         | 3             |
| Partito Democratico      | 75 001        | 14,67         | –             | 226 766       | 44,35         | 3             |
| +Europa                  | 12 023        | 2,35          | –             | 226 766       | 44,35         | 3             |
| Civica Popolare          | 7 222         | 1,41          | –             | 226 766       | 44,35         | 3             |
| Italia Europa Insieme    | 4 238         | 0,83          | –             | 226 766       | 44,35         | 3             |
| Lega per Salvini Premier | 98 122        | 19,19         | –             | 151 213       | 29,58         | 3             |
| Forza Italia             | 36 662        | 7,17          | –             | 151 213       | 29,58         | 3             |
| Fratelli d'Italia        | 13 612        | 2,66          | –             | 151 213       | 29,58         | 3             |
| Noi con l'Italia - UDC   | 2 817         | 0,55          | –             | 151 213       | 29,58         | 3             |
| Movimento 5 Stelle       | 98 599        | 19,29         | –             | 98 599        | 19,29         | –             |
| Liberi e Uguali          | 18 666        | 3,65          | –             | 18 666        | 3,65          | –             |
| CasaPound                | 5 953         | 1,16          | –             | 5 953         | 1,16          | –             |
| Potere al Popolo!        | 5 266         | 1,03          | –             | 5 266         | 1,03          | –             |
| Il Popolo della Famiglia | 4 808         | 0,94          | –             | 4 808         | 0,94          | –             |
| Totale                   | 511 271       | 100           | 1             | 511 271       | 100           | 6             |

### Circoscrizione Veneto

#### Collegio plurinominale Veneto - 01
| Liste                                       | Proporzionale | Proporzionale | Proporzionale | Maggioritario | Maggioritario | Maggioritario |
| Liste                                       | Voti          | %             | Seggi         | Voti          | %             | Seggi         |
| ------------------------------------------- | ------------- | ------------- | ------------- | ------------- | ------------- | ------------- |
| Lega per Salvini Premier                    | 367 734       | 31,38         | 3             | 547 979       | 46,76         | 4             |
| Forza Italia                                | 126 120       | 10,76         | 1             | 547 979       | 46,76         | 4             |
| Fratelli d'Italia                           | 46 370        | 3,96          | –             | 547 979       | 46,76         | 4             |
| Noi con l'Italia - UDC                      | 7 755         | 0,66          | –             | 547 979       | 46,76         | 4             |
| Movimento 5 Stelle                          | 297 519       | 25,39         | 2             | 297 519       | 25,39         | –             |
| Partito Democratico                         | 207 649       | 17,72         | 1             | 247 279       | 21,10         | –             |
| +Europa                                     | 29 582        | 2,52          | –             | 247 279       | 21,10         | –             |
| Italia Europa Insieme                       | 6 033         | 0,51          | –             | 247 279       | 21,10         | –             |
| Civica Popolare                             | 4 015         | 0,34          | –             | 247 279       | 21,10         | –             |
| Liberi e Uguali                             | 31 976        | 2,73          | –             | 31 976        | 2,73          | –             |
| Il Popolo della Famiglia                    | 10 575        | 0,90          | –             | 10 575        | 0,90          | –             |
| Italia agli Italiani (FN - MSFT)            | 9 122         | 0,78          | –             | 9 122         | 0,78          | –             |
| CasaPound                                   | 8 116         | 0,69          | –             | 8 116         | 0,69          | –             |
| Potere al Popolo!                           | 7 379         | 0,63          | –             | 7 379         | 0,63          | –             |
| Grande Nord                                 | 4 696         | 0,40          | –             | 4 696         | 0,40          | –             |
| Partito Valore Umano                        | 4 138         | 0,35          | –             | 4 138         | 0,35          | –             |
| Per una Sinistra Rivoluzionaria (PCL - SCR) | 1 938         | 0,17          | –             | 1 938         | 0,17          | –             |
| Partito Repubblicano Italiano - ALA         | 1 187         | 0,10          | –             | 1 187         | 0,10          | –             |
| Totale                                      | 1 171 904     | 100           | 7             | 1 171 904     | 100           | 4             |

#### Collegio plurinominale Veneto - 02
| Liste                                       | Proporzionale | Proporzionale | Proporzionale | Maggioritario | Maggioritario | Maggioritario |
| Liste                                       | Voti          | %             | Seggi         | Voti          | %             | Seggi         |
| ------------------------------------------- | ------------- | ------------- | ------------- | ------------- | ------------- | ------------- |
| Lega per Salvini Premier                    | 471 852       | 32,11         | 2             | 724 576       | 49,31         | 5             |
| Forza Italia                                | 160 786       | 10,94         | 1             | 724 576       | 49,31         | 5             |
| Fratelli d'Italia                           | 66 738        | 4,54          | 1             | 724 576       | 49,31         | 5             |
| Noi con l'Italia - UDC                      | 25 200        | 1,71          | –             | 724 576       | 49,31         | 5             |
| Movimento 5 Stelle                          | 350 441       | 23,85         | 2             | 350 441       | 23,85         | –             |
| Partito Democratico                         | 242 581       | 16,51         | 2             | 292 119       | 19,88         | –             |
| +Europa                                     | 37 388        | 2,54          | –             | 292 119       | 19,88         | –             |
| Italia Europa Insieme                       | 6 676         | 0,45          | –             | 292 119       | 19,88         | –             |
| Civica Popolare                             | 5 474         | 0,37          | –             | 292 119       | 19,88         | –             |
| Liberi e Uguali                             | 34 837        | 2,37          | –             | 34 837        | 2,37          | –             |
| Il Popolo della Famiglia                    | 18 018        | 1,23          | –             | 18 018        | 1,23          | –             |
| CasaPound                                   | 14 503        | 0,99          | –             | 14 503        | 0,99          | –             |
| Italia agli Italiani (FN - MSFT)            | 11 022        | 0,75          | –             | 11 022        | 0,75          | –             |
| Potere al Popolo!                           | 7 975         | 0,54          | –             | 7 975         | 0,54          | –             |
| Grande Nord                                 | 7 930         | 0,54          | –             | 7 930         | 0,54          | –             |
| Partito Valore Umano                        | 5 198         | 0,35          | –             | 5 198         | 0,35          | –             |
| Per una Sinistra Rivoluzionaria (PCL - SCR) | 1 738         | 0,12          | –             | 1 738         | 0,12          | –             |
| Partito Repubblicano Italiano - ALA         | 1 202         | 0,08          | –             | 1 202         | 0,08          | –             |
| Totale                                      | 1 469 559     | 100           | 8             | 1 469 559     | 100           | 5             |

### Circoscrizione Friuli-Venezia Giulia

#### Collegio plurinominale Friuli-Venezia Giulia - 01
| Liste                                       | Proporzionale | Proporzionale | Proporzionale | Maggioritario | Maggioritario | Maggioritario |
| Liste                                       | Voti          | %             | Seggi         | Voti          | %             | Seggi         |
| ------------------------------------------- | ------------- | ------------- | ------------- | ------------- | ------------- | ------------- |
| Lega per Salvini Premier                    | 164 105       | 25,49         | 2             | 281 642       | 43,74         | 2             |
| Forza Italia                                | 76 114        | 11,82         | 1             | 281 642       | 43,74         | 2             |
| Fratelli d'Italia                           | 35 032        | 5,44          | –             | 281 642       | 43,74         | 2             |
| Noi con l'Italia - UDC                      | 6 391         | 0,99          | –             | 281 642       | 43,74         | 2             |
| Movimento 5 Stelle                          | 156 251       | 24,27         | 1             | 156 251       | 24,27         | –             |
| Partito Democratico                         | 128 713       | 19,99         | 1             | 153 942       | 23,91         | –             |
| +Europa                                     | 19 814        | 3,08          | –             | 153 942       | 23,91         | –             |
| Italia Europa Insieme                       | 2 942         | 0,46          | –             | 153 942       | 23,91         | –             |
| Civica Popolare                             | 2 473         | 0,38          | –             | 153 942       | 23,91         | –             |
| Liberi e Uguali                             | 18 815        | 2,92          | –             | 18 815        | 2,92          | –             |
| CasaPound                                   | 7 810         | 1,21          | –             | 7 810         | 1,21          | –             |
| Potere al Popolo!                           | 5 117         | 0,79          | –             | 5 117         | 0,79          | –             |
| Patto per l'Autonomia                       | 5 015         | 0,78          | –             | 5 015         | 0,78          | –             |
| Il Popolo della Famiglia                    | 4 941         | 0,77          | –             | 4 941         | 0,77          | –             |
| Italia agli Italiani (FN - MSFT)            | 3 290         | 0,51          | –             | 3 290         | 0,51          | –             |
| Partito Valore Umano                        | 2 440         | 0,38          | –             | 2 440         | 0,38          | –             |
| Per una Sinistra Rivoluzionaria (PCL - SCR) | 1 637         | 0,25          | –             | 1 637         | 0,25          | –             |
| Siamo                                       | 1 402         | 0,22          | –             | 1 402         | 0,22          | –             |
| Lista del Popolo per la Costituzione        | 1 023         | 0,16          | –             | 1 023         | 0,16          | –             |
| Rinascimento - MIR                          | 552           | 0,09          | –             | 552           | 0,09          | –             |
| Totale                                      | 643 877       | 100           | 5             | 643 877       | 100           | 2             |

### Circoscrizione Liguria

#### Collegio plurinominale Liguria - 01
| Liste                                       | Proporzionale | Proporzionale | Proporzionale | Maggioritario | Maggioritario | Maggioritario |
| Liste                                       | Voti          | %             | Seggi         | Voti          | %             | Seggi         |
| ------------------------------------------- | ------------- | ------------- | ------------- | ------------- | ------------- | ------------- |
| Lega per Salvini Premier                    | 164 831       | 20,52         | 1             | 302 802       | 37,70         | 2             |
| Forza Italia                                | 101 949       | 12,69         | 1             | 302 802       | 37,70         | 2             |
| Fratelli d'Italia                           | 29 100        | 3,62          | –             | 302 802       | 37,70         | 2             |
| Noi con l'Italia - UDC                      | 6 922         | 0,86          | –             | 302 802       | 37,70         | 2             |
| Movimento 5 Stelle                          | 237 964       | 29,63         | 2             | 237 964       | 29,63         | 1             |
| Partito Democratico                         | 164 211       | 20,44         | 1             | 197 355       | 24,57         | –             |
| +Europa                                     | 25 743        | 3,21          | –             | 197 355       | 24,57         | –             |
| Italia Europa Insieme                       | 4 559         | 0,57          | –             | 197 355       | 24,57         | –             |
| Civica Popolare                             | 2 842         | 0,35          | –             | 197 355       | 24,57         | –             |
| Liberi e Uguali                             | 33 354        | 4,15          | –             | 33 354        | 4,15          | –             |
| Potere al Popolo!                           | 10 487        | 1,31          | –             | 10 487        | 1,31          | –             |
| CasaPound                                   | 7 377         | 0,92          | –             | 7 377         | 0,92          | –             |
| Partito Comunista                           | 5 655         | 0,70          | –             | 5 655         | 0,70          | –             |
| Il Popolo della Famiglia                    | 4 122         | 0,51          | –             | 4 122         | 0,51          | –             |
| Partito Valore Umano                        | 2 041         | 0,25          | –             | 2 041         | 0,25          | –             |
| Per una Sinistra Rivoluzionaria (PCL - SCR) | 1 335         | 0,17          | –             | 1 335         | 0,17          | –             |
| Partito Repubblicano Italiano - ALA         | 709           | 0,09          | –             | 709           | 0,09          | –             |
| Totale                                      | 803 201       | 100           | 5             | 803 201       | 100           | 3             |

### Circoscrizione Emilia-Romagna

#### Collegio plurinominale Emilia-Romagna - 01
| Liste                                       | Proporzionale | Proporzionale | Proporzionale | Maggioritario | Maggioritario | Maggioritario |
| Liste                                       | Voti          | %             | Seggi         | Voti          | %             | Seggi         |
| ------------------------------------------- | ------------- | ------------- | ------------- | ------------- | ------------- | ------------- |
| Lega per Salvini Premier                    | 237 591       | 18,23         | 2             | 415 717       | 31,90         | 2             |
| Forza Italia                                | 130 470       | 10,01         | 1             | 415 717       | 31,90         | 2             |
| Fratelli d'Italia                           | 40 424        | 3,10          | –             | 415 717       | 31,90         | 2             |
| Noi con l'Italia - UDC                      | 7 232         | 0,55          | –             | 415 717       | 31,90         | 2             |
| Partito Democratico                         | 350 929       | 26,93         | 2             | 406 638       | 31,20         | 2             |
| +Europa                                     | 38 413        | 2,95          | –             | 406 638       | 31,20         | 2             |
| Italia Europa Insieme                       | 10 260        | 0,79          | –             | 406 638       | 31,20         | 2             |
| Civica Popolare                             | 7 036         | 0,54          | –             | 406 638       | 31,20         | 2             |
| Movimento 5 Stelle                          | 352 888       | 27,08         | 2             | 352 888       | 27,08         | –             |
| Liberi e Uguali                             | 68 298        | 5,24          | 1             | 68 298        | 5,24          | –             |
| Potere al Popolo!                           | 15 096        | 1,16          | –             | 15 096        | 1,16          | –             |
| Partito Comunista                           | 11 653        | 0,89          | –             | 11 653        | 0,89          | –             |
| Il Popolo della Famiglia                    | 9 984         | 0,77          | –             | 9 984         | 0,77          | –             |
| CasaPound                                   | 6 999         | 0,54          | –             | 6 999         | 0,54          | –             |
| Italia agli Italiani (FN - MSFT)            | 6 442         | 0,49          | –             | 6 442         | 0,49          | –             |
| Partito Repubblicano Italiano - ALA         | 4 845         | 0,37          | –             | 4 845         | 0,37          | –             |
| Per una Sinistra Rivoluzionaria (PCL - SCR) | 2 319         | 0,18          | –             | 2 319         | 0,18          | –             |
| Destre Unite                                | 2 284         | 0,18          | –             | 2 284         | 0,18          | –             |
| Totale                                      | 1 303 163     | 100           | 8             | 1 303 163     | 100           | 4             |

#### Collegio plurinominale Emilia-Romagna - 02
| Liste                                       | Proporzionale | Proporzionale | Proporzionale | Maggioritario | Maggioritario | Maggioritario |
| Liste                                       | Voti          | %             | Seggi         | Voti          | %             | Seggi         |
| ------------------------------------------- | ------------- | ------------- | ------------- | ------------- | ------------- | ------------- |
| Lega per Salvini Premier                    | 218 986       | 20,71         | 1             | 371 981       | 35,18         | 2             |
| Forza Italia                                | 108 598       | 10,27         | 1             | 371 981       | 35,18         | 2             |
| Fratelli d'Italia                           | 38 099        | 3,60          | –             | 371 981       | 35,18         | 2             |
| Noi con l'Italia - UDC                      | 6 298         | 0,60          | –             | 371 981       | 35,18         | 2             |
| Partito Democratico                         | 270 592       | 25,59         | 2             | 313 256       | 29,62         | 2             |
| +Europa                                     | 29 382        | 2,78          | –             | 313 256       | 29,62         | 2             |
| Italia Europa Insieme                       | 7 547         | 0,71          | –             | 313 256       | 29,62         | 2             |
| Civica Popolare                             | 5 735         | 0,54          | –             | 313 256       | 29,62         | 2             |
| Movimento 5 Stelle                          | 283 278       | 26,79         | 2             | 283 278       | 26,79         | –             |
| Liberi e Uguali                             | 43 493        | 4,11          | –             | 43 493        | 4,11          | –             |
| Potere al Popolo!                           | 11 179        | 1,06          | –             | 11 179        | 1,06          | –             |
| Partito Comunista                           | 9 722         | 0,92          | –             | 9 722         | 0,92          | –             |
| CasaPound                                   | 7 213         | 0,68          | –             | 7 213         | 0,68          | –             |
| Il Popolo della Famiglia                    | 6 481         | 0,61          | –             | 6 481         | 0,61          | –             |
| Italia agli Italiani (FN - MSFT)            | 5 107         | 0,48          | –             | 5 107         | 0,48          | –             |
| Destre Unite                                | 2 176         | 0,21          | –             | 2 176         | 0,21          | –             |
| Per una Sinistra Rivoluzionaria (PCL - SCR) | 2 007         | 0,19          | –             | 2 007         | 0,19          | –             |
| Partito Repubblicano Italiano - ALA         | 1 521         | 0,14          | –             | 1 521         | 0,14          | –             |
| Totale                                      | 1 057 414     | 100           | 6             | 1 057 414     | 100           | 4             |

### Circoscrizione Toscana

#### Collegio plurinominale Toscana - 01
| Liste                                       | Proporzionale | Proporzionale | Proporzionale | Maggioritario | Maggioritario | Maggioritario |
| Liste                                       | Voti          | %             | Seggi         | Voti          | %             | Seggi         |
| ------------------------------------------- | ------------- | ------------- | ------------- | ------------- | ------------- | ------------- |
| Partito Democratico                         | 354 341       | 31,62         | 2             | 397 918       | 35,50         | 2             |
| +Europa                                     | 31 747        | 2,83          | –             | 397 918       | 35,50         | 2             |
| Italia Europa Insieme                       | 7 030         | 0,63          | –             | 397 918       | 35,50         | 2             |
| Civica Popolare                             | 4 800         | 0,43          | –             | 397 918       | 35,50         | 2             |
| Lega per Salvini Premier                    | 186 946       | 16,68         | 1             | 352 339       | 31,44         | 2             |
| Forza Italia                                | 115 346       | 10,29         | 1             | 352 339       | 31,44         | 2             |
| Fratelli d'Italia                           | 43 425        | 3,87          | 1             | 352 339       | 31,44         | 2             |
| Noi con l'Italia - UDC                      | 6 622         | 0,59          | –             | 352 339       | 31,44         | 2             |
| Movimento 5 Stelle                          | 265 872       | 23,72         | 2             | 265 872       | 23,72         | –             |
| Liberi e Uguali                             | 53 388        | 4,76          | –             | 53 388        | 4,76          | –             |
| Potere al Popolo!                           | 20 056        | 1,79          | –             | 20 056        | 1,79          | –             |
| Partito Comunista                           | 10 034        | 0,90          | –             | 10 034        | 0,90          | –             |
| CasaPound                                   | 9 382         | 0,84          | –             | 9 382         | 0,84          | –             |
| Il Popolo della Famiglia                    | 5 569         | 0,50          | –             | 5 569         | 0,50          | –             |
| Italia agli Italiani (FN - MSFT)            | 4 528         | 0,40          | –             | 4 528         | 0,40          | –             |
| Per una Sinistra Rivoluzionaria (PCL - SCR) | 1 714         | 0,15          | –             | 1 714         | 0,15          | –             |
| Totale                                      | 1 120 800     | 100           | 7             | 1 120 800     | 100           | 4             |

#### Collegio plurinominale Toscana - 02
| Liste                                       | Proporzionale | Proporzionale | Proporzionale | Maggioritario | Maggioritario | Maggioritario |
| Liste                                       | Voti          | %             | Seggi         | Voti          | %             | Seggi         |
| ------------------------------------------- | ------------- | ------------- | ------------- | ------------- | ------------- | ------------- |
| Lega per Salvini Premier                    | 163 012       | 18,80         | 1             | 288 666       | 33,30         | 2             |
| Forza Italia                                | 86 189        | 9,94          | –             | 288 666       | 33,30         | 2             |
| Fratelli d'Italia                           | 34 831        | 4,02          | –             | 288 666       | 33,30         | 2             |
| Noi con l'Italia - UDC                      | 4 634         | 0,53          | –             | 288 666       | 33,30         | 2             |
| Partito Democratico                         | 252 801       | 29,16         | 2             | 281 602       | 32,48         | 1             |
| +Europa                                     | 20 245        | 2,34          | –             | 281 602       | 32,48         | 1             |
| Italia Europa Insieme                       | 5 571         | 0,64          | –             | 281 602       | 32,48         | 1             |
| Civica Popolare                             | 2 985         | 0,34          | –             | 281 602       | 32,48         | 1             |
| Movimento 5 Stelle                          | 218 494       | 25,20         | 1             | 218 494       | 25,20         | –             |
| Liberi e Uguali                             | 36 115        | 4,17          | –             | 36 115        | 4,17          | –             |
| Potere al Popolo!                           | 15 261        | 1,76          | –             | 15 261        | 1,76          | –             |
| Partito Comunista                           | 9 018         | 1,04          | –             | 9 018         | 1,04          | –             |
| CasaPound                                   | 7 570         | 0,87          | –             | 7 570         | 0,87          | –             |
| Il Popolo della Famiglia                    | 4 468         | 0,52          | –             | 4 468         | 0,52          | –             |
| Italia agli Italiani (FN - MSFT)            | 4 090         | 0,47          | –             | 4 090         | 0,47          | –             |
| Per una Sinistra Rivoluzionaria (PCL - SCR) | 1 692         | 0,20          | –             | 1 692         | 0,20          | –             |
| Totale                                      | 866 976       | 100           | 4             | 866 976       | 100           | 3             |

### Circoscrizione Umbria

#### Collegio plurinominale Umbria - 01
| Liste                               | Proporzionale | Proporzionale | Proporzionale | Maggioritario | Maggioritario | Maggioritario |
| Liste                               | Voti          | %             | Seggi         | Voti          | %             | Seggi         |
| ----------------------------------- | ------------- | ------------- | ------------- | ------------- | ------------- | ------------- |
| Lega per Salvini Premier            | 96 080        | 20,28         | 1             | 176 526       | 37,26         | 2             |
| Forza Italia                        | 55 131        | 11,64         | 1             | 176 526       | 37,26         | 2             |
| Fratelli d'Italia                   | 23 115        | 4,88          | –             | 176 526       | 37,26         | 2             |
| Noi con l'Italia - UDC              | 2 200         | 0,46          | –             | 176 526       | 37,26         | 2             |
| Partito Democratico                 | 120 714       | 25,48         | 2             | 132 094       | 27,88         | –             |
| +Europa                             | 8 008         | 1,69          | –             | 132 094       | 27,88         | –             |
| Italia Europa Insieme               | 1 694         | 0,36          | –             | 132 094       | 27,88         | –             |
| Civica Popolare                     | 1 678         | 0,35          | –             | 132 094       | 27,88         | –             |
| Movimento 5 Stelle                  | 128 101       | 27,04         | 1             | 128 101       | 27,04         | –             |
| Liberi e Uguali                     | 14 204        | 3,00          | –             | 14 204        | 3,00          | –             |
| Potere al Popolo!                   | 5 825         | 1,23          | –             | 5 825         | 1,23          | –             |
| CasaPound                           | 5 470         | 1,15          | –             | 5 470         | 1,15          | –             |
| Partito Comunista                   | 4 099         | 0,87          | –             | 4 099         | 0,87          | –             |
| Il Popolo della Famiglia            | 3 718         | 0,78          | –             | 3 718         | 0,78          | –             |
| Italia agli Italiani (FN - MSFT)    | 2 220         | 0,47          | –             | 2 220         | 0,47          | –             |
| Partito Valore Umano                | 1 064         | 0,22          | –             | 1 064         | 0,22          | –             |
| Partito Repubblicano Italiano - ALA | 442           | 0,09          | –             | 442           | 0,09          | –             |
| Totale                              | 473 763       | 100           | 5             | 473 763       | 100           | 2             |

### Circoscrizione Marche

#### Collegio plurinominale Marche - 01
| Liste                                       | Proporzionale | Proporzionale | Proporzionale | Maggioritario | Maggioritario | Maggioritario |
| Liste                                       | Voti          | %             | Seggi         | Voti          | %             | Seggi         |
| ------------------------------------------- | ------------- | ------------- | ------------- | ------------- | ------------- | ------------- |
| Movimento 5 Stelle                          | 289 374       | 35,22         | 2             | 289 374       | 35,22         | 3             |
| Lega per Salvini Premier                    | 144 623       | 17,60         | 1             | 270 962       | 32,98         | –             |
| Forza Italia                                | 81 485        | 9,92          | 1             | 270 962       | 32,98         | –             |
| Fratelli d'Italia                           | 37 758        | 4,60          | –             | 270 962       | 32,98         | –             |
| Noi con l'Italia - UDC                      | 7 096         | 0,86          | –             | 270 962       | 32,98         | –             |
| Partito Democratico                         | 180 032       | 21,91         | 1             | 201 544       | 24,53         | –             |
| +Europa                                     | 14 450        | 1,76          | –             | 201 544       | 24,53         | –             |
| Italia Europa Insieme                       | 4 126         | 0,50          | –             | 201 544       | 24,53         | –             |
| Civica Popolare                             | 2 936         | 0,36          | –             | 201 544       | 24,53         | –             |
| Liberi e Uguali                             | 23 117        | 2,81          | –             | 23 117        | 2,81          | –             |
| Potere al Popolo!                           | 7 684         | 0,94          | –             | 7 684         | 0,94          | –             |
| CasaPound                                   | 7 669         | 0,93          | –             | 7 669         | 0,93          | –             |
| Il Popolo della Famiglia                    | 7 066         | 0,86          | –             | 7 066         | 0,86          | –             |
| Partito Comunista                           | 5 683         | 0,69          | –             | 5 683         | 0,69          | –             |
| Italia agli Italiani (FN - MSFT)            | 4 546         | 0,55          | –             | 4 546         | 0,55          | –             |
| Partito Valore Umano                        | 2 137         | 0,26          | –             | 2 137         | 0,26          | –             |
| Lista del Popolo per la Costituzione        | 874           | 0,11          | –             | 874           | 0,11          | –             |
| Per una Sinistra Rivoluzionaria (PCL - SCR) | 871           | 0,11          | –             | 871           | 0,11          | –             |
| Totale                                      | 821 527       | 100           | 5             | 821 527       | 100           | 3             |

### Circoscrizione Lazio

#### Collegio plurinominale Lazio - 01
| Liste                                       | Proporzionale | Proporzionale | Proporzionale | Maggioritario | Maggioritario | Maggioritario |
| Liste                                       | Voti          | %             | Seggi         | Voti          | %             | Seggi         |
| ------------------------------------------- | ------------- | ------------- | ------------- | ------------- | ------------- | ------------- |
| Forza Italia                                | 94 808        | 11,13         | 1             | 265 091       | 31,13         | 1             |
| Lega per Salvini Premier                    | 92 098        | 10,82         | 1             | 265 091       | 31,13         | 1             |
| Fratelli d'Italia                           | 72 974        | 8,57          | –             | 265 091       | 31,13         | 1             |
| Noi con l'Italia - UDC                      | 5 211         | 0,61          | –             | 265 091       | 31,13         | 1             |
| Partito Democratico                         | 202 302       | 23,76         | 2             | 262 752       | 30,86         | 1             |
| +Europa                                     | 49 900        | 5,86          | –             | 262 752       | 30,86         | 1             |
| Italia Europa Insieme                       | 6 247         | 0,73          | –             | 262 752       | 30,86         | 1             |
| Civica Popolare                             | 4 303         | 0,51          | –             | 262 752       | 30,86         | 1             |
| Movimento 5 Stelle                          | 235 313       | 27,63         | 1             | 235 313       | 27,63         | 1             |
| Liberi e Uguali                             | 43 178        | 5,07          | 1             | 43 178        | 5,07          | –             |
| Potere al Popolo!                           | 18 528        | 2,18          | –             | 18 528        | 2,18          | –             |
| CasaPound                                   | 9 766         | 1,15          | –             | 9 766         | 1,15          | –             |
| Il Popolo della Famiglia                    | 5 195         | 0,61          | –             | 5 195         | 0,61          | –             |
| Partito Comunista                           | 4 677         | 0,55          | –             | 4 677         | 0,55          | –             |
| Italia agli Italiani (FN - MSFT)            | 2 728         | 0,32          | –             | 2 728         | 0,32          | –             |
| Democrazia Cristiana                        | 1 823         | 0,21          | –             | 1 823         | 0,21          | –             |
| Per una Sinistra Rivoluzionaria (PCL - SCR) | 1 033         | 0,12          | –             | 1 033         | 0,12          | –             |
| Lista del Popolo per la Costituzione        | 856           | 0,10          | –             | 856           | 0,10          | –             |
| Partito Repubblicano Italiano - ALA         | 630           | 0,07          | –             | 630           | 0,07          | –             |
| Totale                                      | 851 570       | 100           | 6             | 851 570       | 100           | 3             |

#### Collegio plurinominale Lazio - 02
| Liste                                       | Proporzionale | Proporzionale | Proporzionale | Maggioritario | Maggioritario | Maggioritario |
| Liste                                       | Voti          | %             | Seggi         | Voti          | %             | Seggi         |
| ------------------------------------------- | ------------- | ------------- | ------------- | ------------- | ------------- | ------------- |
| Lega per Salvini Premier                    | 130 946       | 15,27         | 1             | 316 773       | 36,94         | 2             |
| Forza Italia                                | 112 336       | 13,10         | 1             | 316 773       | 36,94         | 2             |
| Fratelli d'Italia                           | 66 937        | 7,80          | 1             | 316 773       | 36,94         | 2             |
| Noi con l'Italia - UDC                      | 6 554         | 0,76          | –             | 316 773       | 36,94         | 2             |
| Movimento 5 Stelle                          | 285 616       | 33,30         | 2             | 285 616       | 33,30         | 1             |
| Partito Democratico                         | 154 556       | 18,02         | 1             | 182 863       | 21,32         | –             |
| +Europa                                     | 20 439        | 2,38          | –             | 182 863       | 21,32         | –             |
| Italia Europa Insieme                       | 4 152         | 0,48          | –             | 182 863       | 21,32         | –             |
| Civica Popolare                             | 3 716         | 0,43          | –             | 182 863       | 21,32         | –             |
| Liberi e Uguali                             | 27 327        | 3,19          | –             | 27 327        | 3,19          | –             |
| CasaPound                                   | 15 329        | 1,79          | –             | 15 329        | 1,79          | –             |
| Potere al Popolo!                           | 12 329        | 1,44          | –             | 12 329        | 1,44          | –             |
| Partito Comunista                           | 5 275         | 0,62          | –             | 5 275         | 0,62          | –             |
| Il Popolo della Famiglia                    | 4 426         | 0,52          | –             | 4 426         | 0,52          | –             |
| Italia agli Italiani (FN - MSFT)            | 3 704         | 0,43          | –             | 3 704         | 0,43          | –             |
| Democrazia Cristiana                        | 1 542         | 0,18          | –             | 1 542         | 0,18          | –             |
| Per una Sinistra Rivoluzionaria (PCL - SCR) | 1 084         | 0,13          | –             | 1 084         | 0,13          | –             |
| Lista del Popolo per la Costituzione        | 739           | 0,09          | –             | 739           | 0,09          | –             |
| Partito Repubblicano Italiano - ALA         | 630           | 0,07          | –             | 630           | 0,07          | –             |
| Totale                                      | 857 637       | 100           | 6             | 857 637       | 100           | 3             |

#### Collegio plurinominale Lazio - 03
| Liste                                       | Proporzionale | Proporzionale | Proporzionale | Maggioritario | Maggioritario | Maggioritario |
| Liste                                       | Voti          | %             | Seggi         | Voti          | %             | Seggi         |
| ------------------------------------------- | ------------- | ------------- | ------------- | ------------- | ------------- | ------------- |
| Forza Italia                                | 185 996       | 16,28         | 1             | 438 201       | 38,35         | 3             |
| Lega per Salvini Premier                    | 167 388       | 14,65         | 1             | 438 201       | 38,35         | 3             |
| Fratelli d'Italia                           | 75 161        | 6,58          | –             | 438 201       | 38,35         | 3             |
| Noi con l'Italia - UDC                      | 9 656         | 0,85          | –             | 438 201       | 38,35         | 3             |
| Movimento 5 Stelle                          | 416 112       | 36,42         | 3             | 416 112       | 36,42         | 1             |
| Partito Democratico                         | 176 316       | 15,43         | 1             | 204 989       | 17,94         | –             |
| +Europa                                     | 18 056        | 1,58          | –             | 204 989       | 17,94         | –             |
| Italia Europa Insieme                       | 6 230         | 0,55          | –             | 204 989       | 17,94         | –             |
| Civica Popolare                             | 4 387         | 0,38          | –             | 204 989       | 17,94         | –             |
| Liberi e Uguali                             | 32 787        | 2,87          | –             | 32 787        | 2,87          | –             |
| CasaPound                                   | 16 547        | 1,45          | –             | 16 547        | 1,45          | –             |
| Potere al Popolo!                           | 11 879        | 1,04          | –             | 11 879        | 1,04          | –             |
| Partito Comunista                           | 5 921         | 0,52          | –             | 5 921         | 0,52          | –             |
| Italia agli Italiani (FN - MSFT)            | 5 533         | 0,48          | –             | 5 533         | 0,48          | –             |
| Il Popolo della Famiglia                    | 5 186         | 0,45          | –             | 5 186         | 0,45          | –             |
| Democrazia Cristiana                        | 2 167         | 0,19          | –             | 2 167         | 0,19          | –             |
| Per una Sinistra Rivoluzionaria (PCL - SCR) | 1 275         | 0,11          | –             | 1 275         | 0,11          | –             |
| Partito Repubblicano Italiano - ALA         | 1 154         | 0,10          | –             | 1 154         | 0,10          | –             |
| Lista del Popolo per la Costituzione        | 796           | 0,07          | –             | 796           | 0,07          | –             |
| Totale                                      | 1 142 547     | 100           | 6             | 1 142 547     | 100           | 4             |

### Circoscrizione Abruzzo

#### Collegio plurinominale Abruzzo - 01
| Liste                            | Proporzionale | Proporzionale | Proporzionale | Maggioritario | Maggioritario | Maggioritario |
| Liste                            | Voti          | %             | Seggi         | Voti          | %             | Seggi         |
| -------------------------------- | ------------- | ------------- | ------------- | ------------- | ------------- | ------------- |
| Movimento 5 Stelle               | 274 185       | 39,30         | 2             | 274 185       | 39,30         | 1             |
| Forza Italia                     | 110 844       | 15,89         | 1             | 253 889       | 36,39         | 1             |
| Lega per Salvini Premier         | 97 730        | 14,01         | 1             | 253 889       | 36,39         | 1             |
| Fratelli d'Italia                | 32 444        | 4,65          | –             | 253 889       | 36,39         | 1             |
| Noi con l'Italia - UDC           | 12 871        | 1,84          | –             | 253 889       | 36,39         | 1             |
| Partito Democratico              | 98 361        | 14,10         | 1             | 123 052       | 17,64         | –             |
| +Europa                          | 10 803        | 1,55          | –             | 123 052       | 17,64         | –             |
| Civica Popolare                  | 10 721        | 1,54          | –             | 123 052       | 17,64         | –             |
| Italia Europa Insieme            | 3 167         | 0,45          | –             | 123 052       | 17,64         | –             |
| Liberi e Uguali                  | 17 826        | 2,55          | –             | 17 826        | 2,55          | –             |
| Potere al Popolo!                | 8 211         | 1,18          | –             | 8 211         | 1,18          | –             |
| CasaPound                        | 6 442         | 0,92          | –             | 6 442         | 0,92          | –             |
| Il Popolo della Famiglia         | 5 325         | 0,76          | –             | 5 325         | 0,76          | –             |
| Partito Comunista                | 4 358         | 0,62          | –             | 4 358         | 0,62          | –             |
| Italia agli Italiani (FN - MSFT) | 3 215         | 0,46          | –             | 3 215         | 0,46          | –             |
| Partito Valore Umano             | 1 214         | 0,17          | –             | 1 214         | 0,17          | –             |
| Totale                           | 697 717       | 100           | 5             | 697 717       | 100           | 2             |

### Circoscrizione Molise

#### Collegio plurinominale Molise - 01
| Liste                               | Proporzionale | Proporzionale | Proporzionale | Maggioritario | Maggioritario | Maggioritario |
| Liste                               | Voti          | %             | Seggi         | Voti          | %             | Seggi         |
| ----------------------------------- | ------------- | ------------- | ------------- | ------------- | ------------- | ------------- |
| Movimento 5 Stelle                  | 71 067        | 44,50         | 1             | 71 067        | 44,50         | 1             |
| Forza Italia                        | 25 265        | 15,82         | –             | 49 294        | 30,86         | –             |
| Lega per Salvini Premier            | 13 374        | 8,37          | –             | 49 294        | 30,86         | –             |
| Noi con l'Italia - UDC              | 6 233         | 3,90          | –             | 49 294        | 30,86         | –             |
| Fratelli d'Italia                   | 4 422         | 2,77          | –             | 49 294        | 30,86         | –             |
| Partito Democratico                 | 24 076        | 15,07         | –             | 28 212        | 17,66         | –             |
| +Europa                             | 1 472         | 0,92          | –             | 28 212        | 17,66         | –             |
| Italia Europa Insieme               | 1 350         | 0,85          | –             | 28 212        | 17,66         | –             |
| Civica Popolare                     | 1 314         | 0,82          | –             | 28 212        | 17,66         | –             |
| Liberi e Uguali                     | 5 962         | 3,73          | –             | 5 962         | 3,73          | –             |
| Potere al Popolo!                   | 1 847         | 1,16          | –             | 1 847         | 1,16          | –             |
| CasaPound                           | 1 427         | 0,89          | –             | 1 427         | 0,89          | –             |
| Partito Comunista                   | 1 216         | 0,76          | –             | 1 216         | 0,76          | –             |
| Partito Valore Umano                | 608           | 0,38          | –             | 608           | 0,38          | –             |
| Partito Repubblicano Italiano - ALA | 86            | 0,05          | –             | 86            | 0,05          | –             |
| Totale                              | 159 719       | 100           | 1             | 159 719       | 100           | 1             |

### Circoscrizione Campania

#### Collegio plurinominale Campania - 01
| Liste                                       | Proporzionale | Proporzionale | Proporzionale | Maggioritario | Maggioritario | Maggioritario |
| Liste                                       | Voti          | %             | Seggi         | Voti          | %             | Seggi         |
| ------------------------------------------- | ------------- | ------------- | ------------- | ------------- | ------------- | ------------- |
| Movimento 5 Stelle                          | 375 771       | 47,44         | 3             | 375 771       | 47,44         | 3             |
| Forza Italia                                | 152 282       | 19,23         | 1             | 237 135       | 29,94         | –             |
| Lega per Salvini Premier                    | 46 289        | 5,84          | 1             | 237 135       | 29,94         | –             |
| Fratelli d'Italia                           | 28 374        | 3,58          | –             | 237 135       | 29,94         | –             |
| Noi con l'Italia - UDC                      | 10 190        | 1,29          | –             | 237 135       | 29,94         | –             |
| Partito Democratico                         | 111 232       | 14,04         | 1             | 133 328       | 16,83         | –             |
| Civica Popolare                             | 9 629         | 1,22          | –             | 133 328       | 16,83         | –             |
| +Europa                                     | 7 570         | 0,96          | –             | 133 328       | 16,83         | –             |
| Italia Europa Insieme                       | 4 897         | 0,62          | –             | 133 328       | 16,83         | –             |
| Liberi e Uguali                             | 17 425        | 2,20          | –             | 17 425        | 2,20          | –             |
| Potere al Popolo!                           | 8 497         | 1,07          | –             | 8 497         | 1,07          | –             |
| CasaPound                                   | 4 352         | 0,55          | –             | 4 352         | 0,55          | –             |
| Il Popolo della Famiglia                    | 4 259         | 0,54          | –             | 4 259         | 0,54          | –             |
| Italia agli Italiani (FN - MSFT)            | 4 228         | 0,53          | –             | 4 228         | 0,53          | –             |
| Partito Comunista                           | 2 615         | 0,33          | –             | 2 615         | 0,33          | –             |
| Partito Valore Umano                        | 1 718         | 0,22          | –             | 1 718         | 0,22          | –             |
| Partito Repubblicano Italiano - ALA         | 1 454         | 0,18          | –             | 1 454         | 0,18          | –             |
| Per una Sinistra Rivoluzionaria (PCL - SCR) | 1 293         | 0,16          | –             | 1 293         | 0,16          | –             |
| Totale                                      | 792 075       | 100           | 6             | 792 075       | 100           | 3             |

#### Collegio plurinominale Campania - 02
| Liste                                       | Proporzionale | Proporzionale | Proporzionale | Maggioritario | Maggioritario | Maggioritario |
| Liste                                       | Voti          | %             | Seggi         | Voti          | %             | Seggi         |
| ------------------------------------------- | ------------- | ------------- | ------------- | ------------- | ------------- | ------------- |
| Movimento 5 Stelle                          | 495 291       | 53,90         | 3             | 495 291       | 53,90         | 4             |
| Forza Italia                                | 169 994       | 18,50         | 1             | 231 467       | 25,19         | –             |
| Lega per Salvini Premier                    | 30 742        | 3,35          | –             | 231 467       | 25,19         | –             |
| Fratelli d'Italia                           | 22 686        | 2,47          | –             | 231 467       | 25,19         | –             |
| Noi con l'Italia - UDC                      | 8 045         | 0,88          | –             | 231 467       | 25,19         | –             |
| Partito Democratico                         | 116 690       | 12,70         | 1             | 133 993       | 14,58         | –             |
| +Europa                                     | 11 016        | 1,20          | –             | 133 993       | 14,58         | –             |
| Italia Europa Insieme                       | 3 235         | 0,35          | –             | 133 993       | 14,58         | –             |
| Civica Popolare                             | 3 052         | 0,33          | –             | 133 993       | 14,58         | –             |
| Liberi e Uguali                             | 26 746        | 2,91          | –             | 26 746        | 2,91          | –             |
| Potere al Popolo!                           | 17 324        | 1,89          | –             | 17 324        | 1,89          | –             |
| Il Popolo della Famiglia                    | 5 627         | 0,61          | –             | 5 627         | 0,61          | –             |
| CasaPound                                   | 4 002         | 0,44          | –             | 4 002         | 0,44          | –             |
| Italia agli Italiani (FN - MSFT)            | 2 454         | 0,27          | –             | 2 454         | 0,27          | –             |
| Per una Sinistra Rivoluzionaria (PCL - SCR) | 1 120         | 0,12          | –             | 1 120         | 0,12          | –             |
| Partito Repubblicano Italiano - ALA         | 896           | 0,10          | –             | 896           | 0,10          | –             |
| Totale                                      | 918 920       | 100           | 5             | 918 920       | 100           | 4             |

#### Collegio plurinominale Campania - 03
| Liste                                       | Proporzionale | Proporzionale | Proporzionale | Maggioritario | Maggioritario | Maggioritario |
| Liste                                       | Voti          | %             | Seggi         | Voti          | %             | Seggi         |
| ------------------------------------------- | ------------- | ------------- | ------------- | ------------- | ------------- | ------------- |
| Movimento 5 Stelle                          | 435 403       | 44,92         | 3             | 435 403       | 44,92         | 4             |
| Forza Italia                                | 208 057       | 21,47         | 2             | 309 257       | 31,91         | –             |
| Lega per Salvini Premier                    | 45 975        | 4,74          | –             | 309 257       | 31,91         | –             |
| Fratelli d'Italia                           | 37 756        | 3,90          | 1             | 309 257       | 31,91         | –             |
| Noi con l'Italia - UDC                      | 17 469        | 1,80          | –             | 309 257       | 31,91         | –             |
| Partito Democratico                         | 141 229       | 14,57         | 1             | 166 365       | 17,16         | –             |
| +Europa                                     | 10 951        | 1,13          | –             | 166 365       | 17,16         | –             |
| Civica Popolare                             | 7 496         | 0,77          | –             | 166 365       | 17,16         | –             |
| Italia Europa Insieme                       | 6 689         | 0,69          | –             | 166 365       | 17,16         | –             |
| Liberi e Uguali                             | 24 748        | 2,55          | –             | 24 748        | 2,55          | –             |
| Potere al Popolo!                           | 11 136        | 1,15          | –             | 11 136        | 1,15          | –             |
| Il Popolo della Famiglia                    | 5 643         | 0,58          | –             | 5 643         | 0,58          | –             |
| CasaPound                                   | 4 961         | 0,51          | –             | 4 961         | 0,51          | –             |
| Italia agli Italiani (FN - MSFT)            | 4 750         | 0,49          | –             | 4 750         | 0,49          | –             |
| Partito Comunista                           | 2 865         | 0,30          | –             | 2 865         | 0,30          | –             |
| Partito Repubblicano Italiano - ALA         | 1 855         | 0,19          | –             | 1 855         | 0,19          | –             |
| Partito Valore Umano                        | 1 328         | 0,14          | –             | 1 328         | 0,14          | –             |
| Per una Sinistra Rivoluzionaria (PCL - SCR) | 965           | 0,10          | –             | 965           | 0,10          | –             |
| Totale                                      | 969 276       | 100           | 7             | 969 276       | 100           | 4             |

### Circoscrizione Puglia

#### Collegio plurinominale Puglia - 01
| Liste                                | Proporzionale | Proporzionale | Proporzionale | Maggioritario | Maggioritario | Maggioritario |
| Liste                                | Voti          | %             | Seggi         | Voti          | %             | Seggi         |
| ------------------------------------ | ------------- | ------------- | ------------- | ------------- | ------------- | ------------- |
| Movimento 5 Stelle                   | 429 058       | 45,48         | 3             | 429 058       | 45,48         | 4             |
| Forza Italia                         | 185 015       | 19,61         | 2             | 298 495       | 31,64         | –             |
| Lega per Salvini Premier             | 58 862        | 6,24          | –             | 298 495       | 31,64         | –             |
| Fratelli d'Italia                    | 34 412        | 3,65          | –             | 298 495       | 31,64         | –             |
| Noi con l'Italia - UDC               | 20 206        | 2,14          | –             | 298 495       | 31,64         | –             |
| Partito Democratico                  | 132 469       | 14,04         | 1             | 156 277       | 16,57         | –             |
| +Europa                              | 10 849        | 1,15          | –             | 156 277       | 16,57         | –             |
| Civica Popolare                      | 7 029         | 0,75          | –             | 156 277       | 16,57         | –             |
| Italia Europa Insieme                | 5 930         | 0,63          | –             | 156 277       | 16,57         | –             |
| Liberi e Uguali                      | 28 076        | 2,98          | –             | 28 076        | 2,98          | –             |
| Potere al Popolo!                    | 8 177         | 0,87          | –             | 8 177         | 0,87          | –             |
| Il Popolo della Famiglia             | 7 097         | 0,75          | –             | 7 097         | 0,75          | –             |
| Italia agli Italiani (FN - MSFT)     | 5 995         | 0,64          | –             | 5 995         | 0,64          | –             |
| CasaPound                            | 5 448         | 0,58          | –             | 5 448         | 0,58          | –             |
| Partito Comunista                    | 3 259         | 0,35          | –             | 3 259         | 0,35          | –             |
| Partito Repubblicano Italiano - ALA  | 771           | 0,08          | –             | 771           | 0,08          | –             |
| Lista del Popolo per la Costituzione | 746           | 0,08          | –             | 746           | 0,08          | –             |
| Totale                               | 943 399       | 100           | 6             | 943 399       | 100           | 4             |

#### Collegio plurinominale Puglia - 02
| Liste                                | Proporzionale | Proporzionale | Proporzionale | Maggioritario | Maggioritario | Maggioritario |
| Liste                                | Voti          | %             | Seggi         | Voti          | %             | Seggi         |
| ------------------------------------ | ------------- | ------------- | ------------- | ------------- | ------------- | ------------- |
| Movimento 5 Stelle                   | 444 179       | 42,87         | 3             | 444 179       | 42,87         | 4             |
| Forza Italia                         | 200 435       | 19,34         | 1             | 352 419       | 34,01         | –             |
| Lega per Salvini Premier             | 71 686        | 6,92          | 1             | 352 419       | 34,01         | –             |
| Fratelli d'Italia                    | 40 839        | 3,94          | –             | 352 419       | 34,01         | –             |
| Noi con l'Italia - UDC               | 39 459        | 3,81          | –             | 352 419       | 34,01         | –             |
| Partito Democratico                  | 149 170       | 14,40         | 1             | 171 467       | 16,55         | –             |
| +Europa                              | 11 718        | 1,13          | –             | 171 467       | 16,55         | –             |
| Italia Europa Insieme                | 6 339         | 0,61          | –             | 171 467       | 16,55         | –             |
| Civica Popolare                      | 4 240         | 0,41          | –             | 171 467       | 16,55         | –             |
| Liberi e Uguali                      | 32 193        | 3,11          | –             | 32 193        | 3,11          | –             |
| Potere al Popolo!                    | 10 227        | 0,99          | –             | 10 227        | 0,99          | –             |
| CasaPound                            | 8 153         | 0,79          | –             | 8 153         | 0,79          | –             |
| Italia agli Italiani (FN - MSFT)     | 5 758         | 0,56          | –             | 5 758         | 0,56          | –             |
| Il Popolo della Famiglia             | 4 997         | 0,48          | –             | 4 997         | 0,48          | –             |
| Partito Comunista                    | 4 326         | 0,42          | –             | 4 326         | 0,42          | –             |
| Partito Repubblicano Italiano - ALA  | 1 498         | 0,14          | –             | 1 498         | 0,14          | –             |
| Lista del Popolo per la Costituzione | 995           | 0,10          | –             | 995           | 0,10          | –             |
| Totale                               | 1 036 212     | 100           | 6             | 1 036 212     | 100           | 4             |

### Circoscrizione Basilicata

#### Collegio plurinominale Basilicata - 01
| Liste                                | Proporzionale | Proporzionale | Proporzionale | Maggioritario | Maggioritario | Maggioritario |
| Liste                                | Voti          | %             | Seggi         | Voti          | %             | Seggi         |
| ------------------------------------ | ------------- | ------------- | ------------- | ------------- | ------------- | ------------- |
| Movimento 5 Stelle                   | 123 118       | 43,00         | 3             | 123 118       | 43,00         | 1             |
| Forza Italia                         | 36 226        | 12,65         | 1             | 74 528        | 26,03         | –             |
| Lega per Salvini Premier             | 20 591        | 7,19          | 1             | 74 528        | 26,03         | –             |
| Fratelli d'Italia                    | 10 628        | 3,71          | –             | 74 528        | 26,03         | –             |
| Noi con l'Italia - UDC               | 7 083         | 2,47          | –             | 74 528        | 26,03         | –             |
| Partito Democratico                  | 49 462        | 17,28         | 1             | 61 203        | 21,38         | –             |
| Civica Popolare                      | 4 162         | 1,45          | –             | 61 203        | 21,38         | –             |
| +Europa                              | 3 931         | 1,37          | –             | 61 203        | 21,38         | –             |
| Italia Europa Insieme                | 3 648         | 1,27          | –             | 61 203        | 21,38         | –             |
| Liberi e Uguali                      | 16 305        | 5,69          | –             | 16 305        | 5,69          | –             |
| Potere al Popolo!                    | 3 554         | 1,24          | –             | 3 554         | 1,24          | –             |
| Il Popolo della Famiglia             | 1 831         | 0,64          | –             | 1 831         | 0,64          | –             |
| CasaPound                            | 1 674         | 0,58          | –             | 1 674         | 0,58          | –             |
| Partito Comunista                    | 1 520         | 0,53          | –             | 1 520         | 0,53          | –             |
| Stato Moderno Solidale               | 1 384         | 0,48          | –             | 1 384         | 0,48          | –             |
| Lista del Popolo per la Costituzione | 1 192         | 0,42          | –             | 1 192         | 0,42          | –             |
| Totale                               | 286 309       | 100           | 6             | 286 309       | 100           | 1             |

### Circoscrizione Calabria

#### Collegio plurinominale Calabria - 01
| Liste                                       | Proporzionale | Proporzionale | Proporzionale | Maggioritario | Maggioritario | Maggioritario |
| Liste                                       | Voti          | %             | Seggi         | Voti          | %             | Seggi         |
| ------------------------------------------- | ------------- | ------------- | ------------- | ------------- | ------------- | ------------- |
| Movimento 5 Stelle                          | 369 365       | 43,57         | 3             | 369 365       | 43,57         | 3             |
| Forza Italia                                | 181 849       | 21,45         | 1             | 279 706       | 32,99         | 1             |
| Lega per Salvini Premier                    | 49 797        | 5,87          | 1             | 279 706       | 32,99         | 1             |
| Fratelli d'Italia                           | 34 863        | 4,11          | –             | 279 706       | 32,99         | 1             |
| Noi con l'Italia - UDC                      | 13 197        | 1,56          | –             | 279 706       | 32,99         | 1             |
| Partito Democratico                         | 123 206       | 14,53         | 1             | 139 812       | 16,49         | –             |
| +Europa                                     | 6 870         | 0,81          | –             | 139 812       | 16,49         | –             |
| Italia Europa Insieme                       | 5 438         | 0,64          | –             | 139 812       | 16,49         | –             |
| Civica Popolare                             | 4 298         | 0,51          | –             | 139 812       | 16,49         | –             |
| Liberi e Uguali                             | 23 101        | 2,72          | –             | 23 101        | 2,72          | –             |
| Potere al Popolo!                           | 8 692         | 1,03          | –             | 8 692         | 1,03          | –             |
| CasaPound                                   | 5 872         | 0,69          | –             | 5 872         | 0,69          | –             |
| Il Popolo della Famiglia                    | 5 187         | 0,61          | –             | 5 187         | 0,61          | –             |
| Partito Comunista                           | 4 612         | 0,54          | –             | 4 612         | 0,54          | –             |
| Italia agli Italiani (FN - MSFT)            | 4 103         | 0,48          | –             | 4 103         | 0,48          | –             |
| Partito Valore Umano                        | 2 922         | 0,34          | –             | 2 922         | 0,34          | –             |
| Destre Unite                                | 1 769         | 0,21          | –             | 1 769         | 0,21          | –             |
| Per una Sinistra Rivoluzionaria (PCL - SCR) | 1 371         | 0,16          | –             | 1 371         | 0,16          | –             |
| Lista del Popolo per la Costituzione        | 1 272         | 0,15          | –             | 1 272         | 0,15          | –             |
| Totale                                      | 847 784       | 100           | 6             | 847 784       | 100           | 4             |

### Circoscrizione Sicilia

#### Collegio plurinominale Sicilia - 01
| Liste                                | Proporzionale | Proporzionale | Proporzionale | Maggioritario | Maggioritario | Maggioritario |
| Liste                                | Voti          | %             | Seggi         | Voti          | %             | Seggi         |
| ------------------------------------ | ------------- | ------------- | ------------- | ------------- | ------------- | ------------- |
| Movimento 5 Stelle                   | 523 620       | 47,30         | 4             | 523 620       | 47,30         | 5             |
| Forza Italia                         | 234 326       | 21,17         | 2             | 363 506       | 32,83         | –             |
| Lega per Salvini Premier             | 61 268        | 5,53          | 1             | 363 506       | 32,83         | –             |
| Fratelli d'Italia                    | 38 020        | 3,43          | –             | 363 506       | 32,83         | –             |
| Noi con l'Italia - UDC               | 29 892        | 2,70          | –             | 363 506       | 32,83         | –             |
| Partito Democratico                  | 123 023       | 11,11         | 1             | 146 268       | 13,21         | –             |
| +Europa                              | 13 716        | 1,24          | –             | 146 268       | 13,21         | –             |
| Civica Popolare                      | 5 301         | 0,48          | –             | 146 268       | 13,21         | –             |
| Italia Europa Insieme                | 4 228         | 0,38          | –             | 146 268       | 13,21         | –             |
| Liberi e Uguali                      | 36 879        | 3,33          | 1             | 36 879        | 3,33          | –             |
| Il Popolo della Famiglia             | 13 981        | 1,26          | –             | 13 981        | 1,26          | –             |
| Potere al Popolo!                    | 8 179         | 0,74          | –             | 8 179         | 0,74          | –             |
| Italia agli Italiani (FN - MSFT)     | 6 763         | 0,61          | –             | 6 763         | 0,61          | –             |
| CasaPound                            | 4 129         | 0,37          | –             | 4 129         | 0,37          | –             |
| Partito Valore Umano                 | 1 732         | 0,16          | –             | 1 732         | 0,16          | –             |
| Partito Repubblicano Italiano - ALA  | 1 313         | 0,12          | –             | 1 313         | 0,12          | –             |
| Lista del Popolo per la Costituzione | 750           | 0,07          | –             | 750           | 0,07          | –             |
| Totale                               | 1 107 120     | 100           | 9             | 1 107 120     | 100           | 5             |

#### Collegio plurinominale Sicilia - 02
| Liste                                | Proporzionale | Proporzionale | Proporzionale | Maggioritario | Maggioritario | Maggioritario |
| Liste                                | Voti          | %             | Seggi         | Voti          | %             | Seggi         |
| ------------------------------------ | ------------- | ------------- | ------------- | ------------- | ------------- | ------------- |
| Movimento 5 Stelle                   | 531 395       | 48,89         | 3             | 531 395       | 48,89         | 4             |
| Forza Italia                         | 219 977       | 20,24         | 1             | 340 672       | 31,34         | –             |
| Lega per Salvini Premier             | 58 244        | 5,36          | –             | 340 672       | 31,34         | –             |
| Fratelli d'Italia                    | 44 157        | 4,06          | 1             | 340 672       | 31,34         | –             |
| Noi con l'Italia - UDC               | 18 294        | 1,68          | –             | 340 672       | 31,34         | –             |
| Partito Democratico                  | 132 798       | 12,22         | 1             | 153 833       | 14,15         | –             |
| +Europa                              | 10 966        | 1,01          | –             | 153 833       | 14,15         | –             |
| Civica Popolare                      | 7 562         | 0,70          | –             | 153 833       | 14,15         | –             |
| Italia Europa Insieme                | 2 507         | 0,23          | –             | 153 833       | 14,15         | –             |
| Liberi e Uguali                      | 28 096        | 2,58          | –             | 28 096        | 2,58          | –             |
| Il Popolo della Famiglia             | 8 561         | 0,79          | –             | 8 561         | 0,79          | –             |
| Potere al Popolo!                    | 7 487         | 0,69          | –             | 7 487         | 0,69          | –             |
| CasaPound                            | 6 766         | 0,62          | –             | 6 766         | 0,62          | –             |
| Italia agli Italiani (FN - MSFT)     | 5 806         | 0,53          | –             | 5 806         | 0,53          | –             |
| Partito Valore Umano                 | 2 021         | 0,19          | –             | 2 021         | 0,19          | –             |
| Partito Repubblicano Italiano - ALA  | 1 185         | 0,11          | –             | 1 185         | 0,11          | –             |
| Lista del Popolo per la Costituzione | 1 113         | 0,10          | –             | 1 113         | 0,10          | –             |
| Totale                               | 1 086 935     | 100           | 6             | 1 086 935     | 100           | 4             |

### Circoscrizione Sardegna

#### Collegio plurinominale Sardegna - 01
| Liste                    | Proporzionale | Proporzionale | Proporzionale | Maggioritario | Maggioritario | Maggioritario |
| Liste                    | Voti          | %             | Seggi         | Voti          | %             | Seggi         |
| ------------------------ | ------------- | ------------- | ------------- | ------------- | ------------- | ------------- |
| Movimento 5 Stelle       | 341 177       | 42,15         | 2             | 341 177       | 42,15         | 3             |
| Forza Italia             | 114 003       | 14,09         | 1             | 251 389       | 31,06         | –             |
| Lega per Salvini Premier | 93 812        | 11,59         | 1             | 251 389       | 31,06         | –             |
| Fratelli d'Italia        | 34 722        | 4,29          | –             | 251 389       | 31,06         | –             |
| Noi con l'Italia - UDC   | 8 852         | 1,09          | –             | 251 389       | 31,06         | –             |
| Partito Democratico      | 123 887       | 15,31         | 1             | 144 511       | 17,86         | –             |
| +Europa                  | 12 694        | 1,57          | –             | 144 511       | 17,86         | –             |
| Italia Europa Insieme    | 4 806         | 0,59          | –             | 144 511       | 17,86         | –             |
| Civica Popolare          | 3 124         | 0,39          | –             | 144 511       | 17,86         | –             |
| Liberi e Uguali          | 23 952        | 2,96          | –             | 23 952        | 2,96          | –             |
| Autodeterminatzione      | 20 468        | 2,53          | –             | 20 468        | 2,53          | –             |
| Potere al Popolo!        | 7 480         | 0,92          | –             | 7 480         | 0,92          | –             |
| CasaPound                | 6 775         | 0,84          | –             | 6 775         | 0,84          | –             |
| Il Popolo della Famiglia | 5 531         | 0,68          | –             | 5 531         | 0,68          | –             |
| Partito Comunista        | 5 140         | 0,64          | –             | 5 140         | 0,64          | –             |
| Partito Valore Umano     | 2 929         | 0,36          | –             | 2 929         | 0,36          | –             |
| Totale                   | 809 352       | 100           | 5             | 809 352       | 100           | 3             |